# Sunjeong manhwa
Le sunjeong manhwa, ou sunjung manhwa, est un style de manhwa dont la cible éditoriale est les jeunes filles, équivalent coréen du shōjo manga japonais. C'est une part importante de l'industrie du manhwa en Corée où la majorité des auteurs sont des femmes. Les premiers sunjeong manhwa ont été publiés dans les années 1950. Ils furent interdits par la censure dans les années 1970, avant de revenir en force au milieu des années 1980. Aujourd'hui, le sunjeong manhwa est l'un des genres dominant du manhwa.
En France, la collection Saphira publie exclusivement des sunjeong manhwa.